# Callilitha
Callilitha é um gênero de mariposa pertencente à família Crambidae.